# أنور كارال
أنور كارال (بالإنجليزية: Anwar Kharral)‏ هو شخصية وهمية في سلسلة مسلسلات تلفزيوني بشرات, يصور من قبل الممثل ديف باتل.

## الوصف
أنور يصور باعتباره اختيار الشباب واختيار صبي مسلم، وهذا يعني أنه يختار أي أجزاء من دينه انه سوف الممارسة عندما مريحة.
انه ليس مسلم متدين جدا لأنه يتناول المخدرات في الأطراف، ومشروبات كحولية، ويشارك في ممارسة الجنس قبل الزواج وحتى يأكل لحم الخنزير، على الرغم من انه لا يصلي خمس مرات في اليوم، ويعتقد أن الشذوذ الجنسي يتعارض مع دينه. أفضل صديق له هو ماكسي أوليفر، على الرغم من وجهات نظره بشأن الشذوذ الجنسي لنضع ماكسي أحيانا ضغطا على صداقتهما. انه لا رثاء بأنه صبي مسلم، وقال انه يشعر انه ليس لديه خيار في إيمانه .
ووفقا لموقع رسمي، والأشياء المفضلة لديه هي «تيكيلا، والمنشطات، والحبوب، لوبي فيسكو، الثديين واكس فاكتور» .
وفقا للأطراف الفاعلة مواطنه مايك بيلي (الذي يصور سيد جنكينز) وهانا موراي (الذي يصور كيسي اينسورث)، ووصف أنور استند جزئيا عن شخصية الممثل ديف باتل وكانت مكتوبة خصيصا للدور له بعد كان يلقي لبشرات .

## وصلات خارجية
- أنور كارال في الموقع الرسمي البشرات إي فور